# Henny Seidemann
Henny Seidemann (* 6. November 1922 in Berlin; † 31. August 2012 in München) war eine deutsche Zeitzeugin des Holocaust.

## Werdegang
Henny Seidemann stammt aus einer alteingesessenen jüdischen Familie und wuchs in Berlin auf, wo sie auch ein Lyceum für Mädchen besuchte. Seidemann floh 1935 mit ihrer Familie nach Barcelona. Nach Ausbruch des Spanischen Bürgerkriegs wurde sie 1936 wieder nach Deutschland geschickt, wo sie zunächst verhaftet und mehrfach verhört wurde. Sie verbrachte die beiden folgenden Jahre im Antonienheim in München. 1938 floh sie erneut nach Spanien zu ihrer Mutter. Dort ließ sie sich zur Krankenschwester ausbilden. Erst 1957 kehrte sie nach München zurück.
Von 1984 bis 1993 war sie Vorsitzende der Gesellschaft für Christlich-Jüdische Zusammenarbeit München-Augsburg-Regensburg und wurde später zu deren Ehrenvorsitzenden ernannt.
Für ihre Verdienste um die Versöhnung zwischen Juden und Christen wurde sie mit dem Verdienstkreuz 1. Klasse der Bundesrepublik Deutschland, dem Bayerischen Verdienstorden und der Medaille München leuchtet ausgezeichnet. In München wurde 2021 eine Straße in Schwabing-Freimann nach ihr benannt.

## Schriften
- Berlin – Barcelona – München – Norderstedt : Books on Demand GmbH, 2006